# Квалификације за Светско првенство у фудбалу 2022 — Конкакаф
Секција за Северну, Централну Америку и Карибе у квалификацијама за Светско првенство 2022. године служила је као квалификациона група за Светско првенство 2022. године које ће се одржати у Катару, за репрезентације које су чланице Фудбалске конфедерације Северне, Централне Америке и Кариба. (Конкакаф). Три директна места и једно место за плеј-оф међу конфедерацијама на финалном турниру била су доступна за тимове Конкакафа.

## Формат

### Оригинални формат
Дана 10. јула 2019, Конкафа је објавио реструктурирани квалификациони формат за Светско првенство. Након што је Конкафа првобитно најавио у марту 2018. да ће користити Индекс рангирања Конкафа да би одредио носиоце тимова Конкафа за квалификације за међународне турнире , одлучено је да ће се уместо тога користити ФИФА ранг листа.
- Хексагонална група са најбољим носиоцима: Шест најбоље рангираних тимова Конкафа на основу ФИФА ранг-листе из јуна 2020. требало је да играју мечеве у кругу домаћина и у гостима у једној групи (која се често назива „хексагонал“). Три најбоља тима би се квалификовале за Светско првенство, а четвртопласирани би се пласирао у рунду плеј-офа Конкафа.

- Групна фаза за ниже носиоце и нокаут фаза: Преостале екипе Конкафа (рангиране од 7. до 35. места на основу ФИФА ранг-листе из јуна 2020) треба да буду подељене у осам група (пет група по четири тима и три групе по три тима) како би играли код куће и у гостима утакмице по кругу. Победници сваке групе би се пласирали у нокаут фазу, која би се састојала од четвртфинала, полуфинала и финала које би се играло у двомечу код куће и у гостима. Победник нокаут фазе би такође прошао у рунду плеј-офа Конкафа.

- Плеј-оф рунда: Четвртопласирани тим хексагоналне групе би се суочио са победником нокаут фазе како би се пласирао у међуконфедерациони бараж.

Након одлуке ФИФА-е, 25. јуна 2020. године, да одложи међународне сусрете за септембар 2020. године због пандемије ковида 19, Конкакаф је приметио да „изазови који представљају одлагања фудбалског календара и непотпун циклус ФИФА рангирања у конфедерацији значе да тренутни квалификациони процес за Светско првенство је компромитован и биће промењен."

### Нови формат
Конкакаф је, 27. јула 2020. године, најавио нови квалификациони формат за Светско првенство.
- Прво коло: 30 Конкакаф тимова, рангираних од 6. до 35. места на основу ФИФА ранг-листе из јула 2020. године, били су извучени у шест група од по пет и одиграли су појединачне мечеве (две код куће и две у гостима), а победници група су се квалификовали за други круг.
- Друго коло: Шест победника група првог кола играло је у двомечу код куће и у гостима. Три победника су се пласирала у треће коло.
- Треће коло: Осам тимова, три победника другог кола и пет најбољих тимова Конкакафа на основу те ФИФА ранг-листе, играли су мечеве у кругу домаћина и у гостима у једној групи. Три најбоља тима пласирала су се на Светско првенство, а четвртопласирани пласирао се у међуконфедерацијски плеј-оф.

## Учесници
Свих 35 ФИФА-иних репрезентација из Конкакафа првобитно је ушло у квалификације. Тимови су постављени на основу њихове ФИФА ранг-листе из јула 2020. године. Међутим, Света Луција се касније повукла, смањивши укупан број тимова на 34.
| Слободни до трећег кола (Од 1. до 5. места)                                                 | Такмичење у првом кругу (Од 6. до 35. места) | Такмичење у првом кругу (Од 6. до 35. места) |
| ------------------------------------------------------------------------------------------- | --- | --- |
| 1. Мексико (11) 2. Сједињене Државе (22) 3. Костарика (46) 4. Јамајка (48) 5. Хондурас (62) | 1. Салвадор (69) 2. Канада (73) 3. Курасао (80) 4. Панама (81) 5. Хаити (86) 6. Тринидад и Тобаго (105) 7. Антигва и Барбуда (126) 8. Гватемала (130) 9. Сент Китс и Невис (139) 10. Суринам (141) 11. Никарагва (151) 12. Доминиканска Република (158) 13. Гренада (159) 14. Барбадос (162) 15. Гвајана (166) | 1. Сент Винсент и Гренадини (167) 2. Бермуди (168) 3. Белизе (170) 4. Света Луција (176)П 5. Порторико (178) 6. Куба (179) 7. Монтсерат (183) 8. Доминика (184) 9. Кајманска Острва (193) 10. Бахами (195) 11. Аруба (200) 12. Теркс и Кејкос (203) 13. Америчка Девичанска Острва (207) 14. Британска Девичанска Острва (208) 15. Ангвила (210) |

П Касније се повукла из такмичења

## Прво коло
Шест најбоље рангираних тимова из првог кола су претходно били постављени у групе од А до Ф. Тимови у својим групама су међусобно играли само по једном, укупно четири меча, две утакмице код куће и две у гостима. Жреб за прво коло одржан је 19. августа 2020. године у 19:00 ЦЕСТ (UTC+2), у седишту ФИФА у Цириху. Најбољи тимови из сваке групе пласирали су се у други круг. Пандемија ковид-19 довела је до тога да се многе „домаће” утакмице играју на неутралним местима.
Напомена: подебљани тимови су се квалификовали у други круг.
| Шешир 1.                                                                                                | Шешир 2. | Шешир 3. | Шешир 4. | Шешир 5. |
| --- | --- | --- | --- | --- |
| 1. Салвадор (69) 2. Канада (73) 3. Курасао (80) 4. Панама (81) 5. Хаити (86) 6. Тринидад и Тобаго (105) | 1. Антигва и Барбуда (126) 2. Гватемала (130) 3. Сент Китс и Невис (139) 4. Суринам (141) 5. Никарагва (151) 6. Доминиканска Република (158) | 1. Гренада (159) 2. Барбадос (162) 3. Гвајана (166) 4. Сент Винсент и Гренадини (167) 5. Бермуди (168) 6. Белизе (170) | 1. Света Луција (176) 2. Порторико (178) 3. Куба (179) 4. Монтсерат (183) 5. Доминика (184) 6. Кајманска Острва (193) | 1. Бахами (195) 2. Аруба (200) 3. Теркс и Кејкос (203) 4. Америчка Девичанска Острва (207) 5. Британска Девичанска Острва (208) 6. Ангвила (210) |

1. ↑  Света Луција је извучена у Групу Е у првом колу, али се касније повукла пре првог меча.[9]

### Група А
| Поз. | Селекција                  | Бод | Ут | По | Не | D | ГД | ГП | ГР  |
| ---- | -------------------------- | --- | -- | -- | -- | - | -- | -- | --- |
| 1    | Салвадор                   | 10  | 4  | 3  | 1  | 0 | 13 | 1  | +12 |
| 2    | Монтсерат                  | 8   | 4  | 2  | 2  | 0 | 9  | 4  | +5  |
| 3    | Антигва и Барбуда          | 7   | 4  | 2  | 1  | 1 | 6  | 5  | +1  |
| 4    | Гренада                    | 3   | 4  | 1  | 0  | 3 | 2  | 5  | –3  |
| 5    | Америчка Девичанска Острва | 0   | 4  | 0  | 0  | 4 | 0  | 15 | –15 |

|                            | Салвадор | Антигва и Барбуда | Гренада | Монтсерат | Америчка Девичанска Острва |
| -------------------------- | -------- | ----------------- | ------- | --------- | -------------------------- |
| Салвадор                   |          | 3 : 0             | 2 : 0   | –         | –                          |
| Антигва и Барбуда          | –        |                   | 1 : 0   | 2 : 2     | –                          |
| Гренада                    | –        | –                 |         | 1 : 2     | 1 : 0                      |
| Монсерат                   | 1 : 1    | –                 | –       |           | 4 : 0                      |
| Америчка Девичанска Острва | 0 : 7    | 0 : 3             | –       | –         |                            |

### Група Б
| Поз. | Селекција        | Бод | Ут | По | Не | D | ГД | ГП | ГР  |
| ---- | ---------------- | --- | -- | -- | -- | - | -- | -- | --- |
| 1    | Канада           | 12  | 4  | 4  | 0  | 0 | 27 | 1  | +26 |
| 2    | Суринам          | 9   | 4  | 3  | 0  | 1 | 15 | 4  | +11 |
| 3    | Бермуди          | 4   | 4  | 1  | 1  | 2 | 7  | 12 | –5  |
| 4    | Аруба            | 3   | 4  | 1  | 0  | 3 | 3  | 19 | –16 |
| 5    | Кајманска Острва | 1   | 4  | 0  | 1  | 3 | 2  | 18 | –16 |

|                  | Канада | Суринам | Бермуди | Кајманска Острва | Аруба |
| ---------------- | ------ | ------- | ------- | ---------------- | ----- |
| Канада           |        | 4 : 0   | 5 : 1   | –                | –     |
| Суринам          | –      |         | 6 : 0   | 3 : 0            | –     |
| Бермуди          | –      | –       |         | 1 : 1            | 5 : 0 |
| Кајманска Острва | 0 : 11 | –       | –       |                  | 1 : 3 |
| Аруба            | 0 : 7  | 0 : 6   | –       | –                |       |

### Група Ц
| Поз. | Селекција                   | Бод | Ут | По | Не | D | ГД | ГП | ГР  |
| ---- | --------------------------- | --- | -- | -- | -- | - | -- | -- | --- |
| 1    | Курасао                     | 10  | 4  | 3  | 1  | 0 | 15 | 1  | +14 |
| 2    | Гватемала                   | 10  | 4  | 3  | 1  | 0 | 14 | 0  | +14 |
| 3    | Куба                        | 6   | 4  | 2  | 0  | 2 | 7  | 3  | +4  |
| 4    | Сент Винсент и Гренадини    | 3   | 4  | 1  | 0  | 3 | 3  | 16 | –13 |
| 5    | Британска Девичанска Острва | 0   | 4  | 0  | 0  | 4 | 0  | 19 | –19 |

|                             | Курасао | Гватемала | Сент Винсент и Гренадини | Куба  | Британска Девичанска Острва |
| --------------------------- | ------- | --------- | ------------------------ | ----- | --------------------------- |
| Курасао                     |         | 0 : 0     | 5 : 0                    | –     | –                           |
| Гватемала                   | –       |           | 10 : 0                   | 1 : 0 | –                           |
| Сент Винсент и Гренадини    | –       | –         |                          | 0 : 1 | 3 : 0                       |
| Куба                        | 1 : 2   | –         | –                        |       | 5–0                         |
| Британска Девичанска Острва | 0 : 8   | 0 : 3     | –                        | –     |                             |

### Група Д
| Поз. | Селекција              | Бод | Ут | По | Не | D | ГД | ГП | ГР  |
| ---- | ---------------------- | --- | -- | -- | -- | - | -- | -- | --- |
| 1    | Панама                 | 12  | 4  | 4  | 0  | 0 | 19 | 1  | +18 |
| 2    | Доминиканска Република | 7   | 4  | 2  | 1  | 1 | 8  | 4  | +4  |
| 3    | Барбадос               | 5   | 4  | 1  | 2  | 1 | 3  | 3  | 0   |
| 4    | Доминика               | 4   | 4  | 1  | 1  | 2 | 5  | 4  | +1  |
| 5    | Ангвила                | 0   | 4  | 0  | 0  | 4 | 0  | 23 | –23 |

|                        | Панама | Доминиканска Република | Барбадос | Доминика | Ангвила |
| ---------------------- | ------ | ---------------------- | -------- | -------- | ------- |
| Панама                 |        | 3 : 0                  | 1 : 0    | –        | –       |
| Доминиканска Република | –      |                        | 1 : 1    | 1 : 0    | –       |
| Барбадос               | –      | –                      |          | 1 : 1    | 1 : 0   |
| Доминика               | 1 : 2  | –                      | –        |          | 3 : 0   |
| Ангвила                | 0 : 13 | 0 : 6                  | –        | –        |         |

### Група Е
| Поз. | Селекција      | Бод | Ут | По | Не | D | ГД | ГП | ГР  |
| ---- | -------------- | --- | -- | -- | -- | - | -- | -- | --- |
| 1    | Хаити          | 9   | 3  | 3  | 0  | 0 | 13 | 0  | +13 |
| 2    | Никарагва      | 6   | 3  | 2  | 0  | 1 | 10 | 1  | +9  |
| 3    | Белизе         | 3   | 3  | 1  | 0  | 2 | 5  | 5  | 0   |
| 4    | Теркс и Кејкос | 0   | 3  | 0  | 0  | 3 | 0  | 22 | –22 |
| 5    | Света Луција   | 0   | 0  | 0  | 0  | 0 | 0  | 0  | 0   |

|                | Хаити  | Никарагва | Белизе | Света Луција | Теркс и Кејкос |
| -------------- | ------ | --------- | ------ | ------------ | -------------- |
| Хаити          |        | 1 : 0     | 2 : 0  | –            | –              |
| Никарагва      | –      |           | 3 : 0  | –            | –              |
| Белиз          | –      | –         |        | –            | 5 : 0          |
| Света Луција   | –      | –         | –      |              | –              |
| Теркс и Кејкос | 0 : 10 | 0 : 7     | –      | –            |                |

### Група Ф
| Поз. | Селекција         | Бод | Ут | По | Не | D | ГД | ГП | ГР  |
| ---- | ----------------- | --- | -- | -- | -- | - | -- | -- | --- |
| 1    | Сент Китс и Невис | 9   | 4  | 3  | 0  | 1 | 8  | 2  | +6  |
| 2    | Тринидад и Тобаго | 8   | 4  | 2  | 2  | 0 | 6  | 1  | +5  |
| 3    | Порторико         | 7   | 4  | 2  | 1  | 1 | 10 | 2  | +8  |
| 4    | Гвајана           | 3   | 4  | 1  | 0  | 3 | 4  | 8  | –4  |
| 5    | Бахами            | 1   | 4  | 0  | 1  | 3 | 0  | 15 | –15 |

|                   | Тринидад и Тобаго | Сент Китс и Невис | Гвајана | Порторико | Бахаме |
| ----------------- | ----------------- | ----------------- | ------- | --------- | ------ |
| Тринидад и Тобаго |                   | 2 : 0             | 3 : 0   | –         | –      |
| Сент Китс и Невис | –                 |                   | 3 : 0   | 1 : 0     | –      |
| Гвајана           | –                 | –                 |         | 0 : 2     | 4 : 0  |
| Порторико         | 1 : 1             | –                 | –       |           | 7 : 0  |
| Бахама            | 0 : 0             | 0 : 4             | –       | –         |        |

## Друго коло
У другом колу шест победника група из првог кола играли су у три утакмице код куће и у гостима у унапред одређеним паровима. Победници су се пласирали у треће коло.
Утакмице су одигране 12. и 15. јуна 2021. године
| Тим #1            | рез.  | Тим #2   | прва утакмица | друга утакмица |
| ----------------- | ----- | -------- | ------------- | -------------- |
| Сент Китс и Невис | 0 : 6 | Салвадор | 0 : 4         | 0 : 2          |
| Хаити             | 0 : 4 | Канада   | 0 : 1         | 0 : 3          |
| Панама            | 2 : 1 | Курасао  | 2 : 1         | 0 : 0          |

## Треће коло
Као резултат Конкакафове ревизије формата квалификација за Светско првенство, традиционални Хексагонал са шест тимова и десет утакмица по тиму проширен је на осам тимова и четрнаест утакмица по тиму за последњу и одлучујућу рунду. Пет најбољих тимова Конкакафа на ФИФАиној ранг-листи за јул 2020. ушло је у треће коло, придруживши се тројици победника другог кола. Жреб за утврђивање распореда трећег кола одржан је 19. августа 2020. године у 19:00 СЕЛВ (UTC+2), у седишту ФИФАу у Цириху.
| Поз. | Селекција        | Бод | Ут | По | Не | D  | ГД | ГП | ГР  |
| ---- | ---------------- | --- | -- | -- | -- | -- | -- | -- | --- |
| 1    | Канада           | 28  | 14 | 8  | 4  | 2  | 23 | 7  | +16 |
| 2    | Мексико          | 28  | 14 | 8  | 4  | 2  | 17 | 8  | +9  |
| 3    | Сједињене Државе | 25  | 14 | 7  | 4  | 3  | 21 | 10 | +11 |
| 4    | Костарика        | 25  | 14 | 7  | 4  | 3  | 13 | 8  | +5  |
| 5    | Панама           | 21  | 14 | 6  | 3  | 5  | 17 | 19 | –2  |
| 6    | Јамајка          | 11  | 14 | 2  | 5  | 7  | 12 | 22 | –10 |
| 7    | Салвадор         | 10  | 14 | 2  | 4  | 9  | 8  | 18 | –10 |
| 8    | Хондурас         | 4   | 14 | 0  | 4  | 10 | 7  | 26 | –19 |

|           | Мексико | Сједињене Америчке Државе | Костарика | Јамајка | Хондурас | Салвадор | Канада | Панама |
| --------- | ------- | ------------------------- | --------- | ------- | -------- | -------- | ------ | ------ |
| Мексико   |         | 0 : 0                     | 0 : 0     | 2 : 1   | 3 : 0    | 2 : 0    | 1 : 1  | 1 : 0  |
| САД       | 2 : 0   |                           | 2 : 1     | 2 : 0   | 3 : 0    | 1 : 0    | 1 : 1  | 5 : 1  |
| Костарика | 0 : 1   | 2 : 0                     |           | 1 : 1   | 2 : 1    | 2 : 1    | 1 : 0  | 1 : 0  |
| Јамајка   | 1 : 2   | 1 : 1                     | 0 : 1     |         | 2 : 1    | 1 : 1    | 0 : 0  | 0 : 3  |
| Хондурас  | 0 : 1   | 1 : 4                     | 0 : 0     | 0 : 2   |          | 0 : 2    | 0 : 2  | 2 : 3  |
| Салвадор  | 0 : 2   | 0 : 0                     | 1 : 2     | 1 : 1   | 0 : 0    |          | 0 : 2  | 1 : 0  |
| Канада    | 2 : 1   | 2 : 0                     | 1 : 0     | 4 : 0   | 1 : 1    | 0 : 1    |        | 4 : 1  |
| Панама    | 1 : 1   | 1 : 0                     | 0 : 0     | 3 : 2   | 1 : 1    | 2 : 1    | 1 : 0  |        |

## Међуконфедерацијски плеј-оф
Међуконфедерацијски плеј-оф је одређен жребом одржаним 26. новембра 2021. Четвртопласирани тим из Кonkakafа извучен је против репрезентативног тима ОФK-а. Плеј-оф би требало да се игра као појединачни меч у Катару 14. јуна 2022. године.
| Тим #1    | Резултат | Тим #2      |
| --------- | -------- | ----------- |
| Костарика | 14. јун  | Нови Зеланд |

## Квалификовани тимови
Следећи тимови из Конкакафа су се пласирали на завршни турнир. Укупно, три или четири члана Конкакафа су се директно квалификовали.
| Селекција        | Квалификован као          | Датум квалификације | Претходно учешће на Светском првенству1                                                             |
| ---------------- | ------------------------- | ------------------- | --------------------------------------------------------------------------------------------------- |
| Канада           | Треће коло победник       | 27. март 2022.      | 1 (1986)                                                                                            |
| Мексико          | Треће коло другопласирани | 30. март 2022.      | 16 (1930, 1950, 1954, 1958, 1962, 1966, 1970, 1978, 1986, 1994, 1998, 2002, 2006, 2010, 2014, 2018) |
| Сједињене Државе | Треће коло трећи          | 3. март 2022.       | 10 (1930, 1934, 1950, 1990, 1994, 1998, 2002, 2006, 2010, 2014)                                     |

1 Курзив означава домаћине за ту годину.

## Најбољи стрелци
На 118 мечева постигнуто је 345 голова, што је у просеку 2,92 гола по мечу.
13. голова
- Кајл Ларин

9. голова
- Џонатан Дејвид

8. голова
- Дејвид Рагамас

7. голова
- Сесилио Вотермен

6. голова
- Најџел Хаселбенк